# Liste der Baudenkmäler in Geilenkirchen
Die Liste der Baudenkmäler in Geilenkirchen enthält die denkmalgeschützten Bauwerke auf dem Gebiet der Stadt Geilenkirchen im Kreis Heinsberg in Nordrhein-Westfalen (Stand: Dezember 2019). Diese Baudenkmäler sind in der Denkmalliste der Stadt Geilenkirchen eingetragen; Grundlage für die Aufnahme ist das Denkmalschutzgesetz Nordrhein-Westfalen (DSchG NRW).

| Bild                                   | Bezeichnung                            | Lage                                                     | Beschreibung | Bauzeit                   | Eingetragen seit   | Denkmal- nummer |
| -------------------------------------- | -------------------------------------- | -------------------------------------------------------- | --- | ------------------------- | ------------------ | --------------- |
| weitere Bilder                         | Hünshovener Hof                        | Geilenkirchen Aachener Straße 1 Karte                    | Der Hünshovener Hof ist eine vierflügelige Hofanlage, die ehemals dem Heinsberger Prämonstratenserstift unterstanden. Das im Kern ältere Wohnhaus trägt über der Tür die Jahreszahl 1713 und ist um die Mitte des 18. Jahrhunderts verlängert worden. Es ist zweieinhalbgeschossig, mit Treppengiebel und verputzt. Die Wirtschaftsgebäude, zum Teil in Backstein, sind größtenteils im 19. Jahrhundert erneuert worden. | 1713                      | 2. November 1988   | 66              |
| weitere Bilder                         | Haus Beeck                             | Beeck Am Lamersberg 1 Karte                              | Ein Herrenhaus aus dem Jahre 1784 (der Kern ist älter), nach 1945 teilweise wiederaufgebaut. Das Herrenhaus ist ein zweigeschossiger, weiß geschlämmter Backsteinbau in drei Achsen mit Walmdach. Zu dem Denkmal gehörte ehemals eine Wasseranlage. | 1784                      | 3. Mai 1983        | 25              |
| Wegekreuz                              | Wegekreuz                              | Rischden Am Lehnhof Karte                                | Ein gusseisernes Wegekreuz. Am Kreuzstamm befindet sich die Datierung 1853. | 1853                      | 21. April 1983     | 17              |
| Wegekreuz                              | Wegekreuz                              | Beeck Am Mühlenhof / Thelensgracht Karte                 | Ein gusseisernes Wegekreuz aus dem 19. Jahrhundert auf einem Blausteinsockel. | 19. Jh.                   | 21. April 1983     | 21              |
| Hofanlage                              | Hofanlage                              | Nierstraß Am Rodebach 43 Karte                           | Eine vierflügelige historische Backsteinhofanlage. Das Wohnhaus ist zweigeschossig, in zwei zu drei Achsen. Im Giebel befinden sich zwei Okuli, die Jahreszahl 1811 in Ankersplinten. | 1811                      | 9. Oktober 1987    | 64              |
| weitere Bilder                         | Triumphkreuz                           | Geilenkirchen An St. Johann Karte                        | Ein hausteinernes Kreuz aus der Zeit um 1900. | 16. Jh.                   | 22. August 1984    | 54              |
| weitere Bilder                         | Kirche St. Mariä Himmelfahrt           | Geilenkirchen An St. Marien Karte                        | Eine kreuzförmige klassizistische Backsteinkirche mit Ostturm, Tonnengewölben, Halbrundfenstern und einer Fassade mit großer ionischer Pilasterordnung und Flachgiebeln. Südöstlich der Kirche befindet sich ein Rest des ehemaligen Friedhofes (Ehrenfriedhof). | 19. Jh.                   | 3. Mai 1983        | 26              |
| Pfarrhaus St. Marien                   | Pfarrhaus St. Marien                   | Geilenkirchen An St. Marien 3 Karte                      | Ein zweigeschossiges, rot geschlämmtes Backsteinhaus in fünf zu einer Achsen mit Blausteinfensterbänken und einem schiefergedeckten Mansarddach mit Krüppelwalm. | 1960                      | 3. Mai 1983        | 27              |
| weitere Bilder                         | Kirche St. Anna                        | Tripsrath Annastraße Karte                               | Eine kreuzförmige, neugotische Backsteinkirche mit eingezogenem Turm. | 1873–1875                 | 9. Juni 1983       | 49              |
| Kapelle am Gillrather Hof              | Kapelle am Gillrather Hof              | Gillrath Bergstraße Karte                                | Eine Kapelle aus dem Ende des 19. Jahrhunderts aus verputztem Backsteinmauerwerk, mit Zierputz am Eingangsbogen und Steinzeugfußboden. | 19. Jh.                   | 30. Mai 1983       | 47              |
| Wegekreuz                              | Wegekreuz                              | Teveren Bocketsgracht Karte                              | Ein Sandsteinkreuz aus dem 19. Jahrhundert. | 19. Jh.                   | 4. Mai 1983        | 40              |
| Alte Pumpe                             | Alte Pumpe                             | Prummern Brüllsche Straße 45 Karte                       | Eine historische gusseiserne Wasserpumpe. | 19. Jh.                   | 25. September 1984 | 55              |
| weitere Bilder                         | Pumpe                                  | Waurichen Brunnenstraße Karte                            | Eine gusseiserne Pumpe aus der Mitte des 19. Jahrhunderts. | 19. Jh.                   | 21. April 1983     | 19              |
| weitere Bilder                         | Burg Trips                             | Geilenkirchen Burg Trips Karte                           | Die Anlage besteht aus einer winkelförmigen und einer dreiflügeligen Vorburg aus der zweiten Hälfte des 19. Jahrhunderts sowie dem Backsteinherrenhaus aus dem 15. Jahrhundert. Die drei Gebäudekomplexe sind je von Wassergräben umgeben und liegen vor dem ehemals symmetrisch angelegten Garten mit zwei Pavillons. Der Südflügel wurde nach dem Krieg modern als Wohnhaus wieder errichtet. Die Burganlage bestand ehemals aus dem noch erhaltenen Bergfried und einem Gebäudewinkel auf der Nord-Ost-Seite. Die freien Seiten wurden durch dicke Schildmauern geschlossen. Im 18. Jahrhundert wurde bei der Erweiterung die Schildmauer mit einem zum Innenhof liegenden Gebäudeneubau versehen. Da das Haus nur über gefangene Räume verfügte, baute man im letzten Jahrhundert an die Nordseite einen Flur an. Die ganze Burganlage trägt ein riesiges mit Schiefer gedecktes Dach. | 15. Jh.                   | 18. August 1982    | 1               |
| Wegekreuz                              | Wegekreuz                              | Teveren Chorherrenstraße Karte                           | Ein hölzernes Wegekreuz aus dem 18. oder 19. Jahrhundert. | 18.–19. Jh.               | 21. April 1983     | 16              |
| weitere Bilder                         | Kirche St. Kornelius                   | Grotenrath Corneliusstraße Karte                         | Eine klassizistische Saalkirche aus 1844–47 mit rechteckigem Chor und jüngerem Westwerk, zu dem auch der Turm gehört. | 1844–1847                 | 3. Mai 1983        | 31              |
| weitere Bilder                         | Kirche St. Peter                       | Immendorf Dürener Straße Karte                           | Eine spätgotische Choranlage in Backstein mit drei polygonalen, unterschiedlich tiefen Chören. Hauptchor um 1500, Neubau 1955/56. | um 1500                   | 3. Mai 1983        | 33              |
| weitere Bilder                         | Giebelhaus                             | Immendorf Dürener Straße 54 Karte                        | Giebelfassade und Gewölbekeller eines zweiachsigen Backsteingiebelhauses in zwei Geschossen mit Speichergeschoss und Treppengiebel. An der Fassade befindet sich die Jahreszahl 1686 (aber spätere Veränderungen). | 1686                      | 11. Dezember 1998  | 34              |
| weitere Bilder                         | Giebelhaus                             | Immendorf Dürener Straße 56 Karte                        | Ein zweiachsiges Backsteingiebelhaus in zwei Geschossen mit Speichergeschoss, Treppengiebel und Traufanbau mit Tordurchfahrt. An der Fassade befindet sich die Jahreszahl 1682 (aber spätere Veränderungen). | 1682                      | 2. Mai 1983        | 35              |
| Wegekreuz                              | Wegekreuz                              | Flahstraß Karte                                          | Ein guss- und schmiedeeisernes Kreuz aus dem 19. Jahrhundert. | 19. Jh.                   | 21. April 1983     | 20              |
| weitere Bilder                         | Kirche St. Gereon                      | Würm Gereonstraße 2 Karte                                | Eine Kirche ehemals aus dem 15. Jahrhundert, wiederhergestellt 1950 (Bendermacher). Von der alten Kirche sind nur noch Chor und Teile der südlichen Langhauswand erhalten. | 15. Jh.                   | 9. Juni 1983       | 48              |
| Wegekreuz                              | Wegekreuz                              | Grotenrath Grenzweg / Scherpenseeler Straße Karte        | Ein gusseisernes Wegekreuz aus dem 19. Jahrhundert mit Blausteinsockel. | 19. Jh.                   | 26. April 1983     | 23              |
| weitere Bilder                         | Gut Leerodt                            | Geilenkirchen Gut Leeroth, an der L 42 Karte             | Eine ehemalige Wasseranlage aus dem 17. Jahrhundert. Wesentliche Merkmale sind das zwei- und dreigeschossige Herrenhaus aus 1647 und die vierflügelige Vorburg mit Torhaus. Herrenhaus und Torhaus bestehen aus Backstein mit Blausteingliederung. Das Herrenhaus ist nur noch als Ruine erhalten. | 1647                      | 30. Mai 1983       | 46              |
| weitere Bilder                         | Gut Muthagen                           | Geilenkirchen Gut Muthagen, an der B 221 Karte           | Eine vierflügelige Backsteinanlage aus 1708, ursprünglich wasserumwehrt, mit Vorburg und Torhaus mit Laterne. Das Wohnhaus ist zweigeschossig in sieben Achsen, 1937/38 erneuert. An der Vorburg befindet sich in Ankersplinten die Jahreszahl 1708. | 1708                      | 4. Mai 1983        | 39              |
| weitere Bilder                         | Gut Zumdahl                            | Nirm Gut Zumdahl, an der L 42 Karte                      | Eine vierflügelige, ehemals wasserumwehrte, weiß geschlämmte Backsteinanlage mit zweigeschossigem Wohnhaus aus dem 18. Jahrhundert und spätgotischen Eckturm aus dem 15./16. Jahrhundert. | 15.–16. Jh, 18. Jh.       | 11. Mai 1983       | 41              |
| weitere Bilder                         | Ehem. Jüd. Friedhof                    | Geilenkirchen Heinsberger Straße/An der Linde Karte      | Baujahr: Steine des 18. und 19. Jahrhunderts. | 18. und 19. Jh.           | 16. März 1983      | 13              |
| weitere Bilder                         | Kirche St. Johann Baptist in Hünshoven | Geilenkirchen Hermann-Josef-Straße Karte                 | Eine Kirche aus dem 15. Jahrhundert, wieder aufgebaut 1950/51 (Dominikus Böhm und Gottfried Böhm). Nur der spätgotische Chor, heute Beichtkapelle, zählt zum Altbestand. Dieser Chor und der moderne Kirchenbau sind zu einer harmonischen Einheit verschmolzen. | 15. Jh.                   | 3. Mai 1983        | 32              |
| weitere Bilder                         | Ehem. Kreishaus / Finanzamt            | Geilenkirchen Herzog - Wilhelm - Str. 41 - 45 Karte      | Erbaut ab 1951 in mehreren Bauabschnitten nach Plänen der Iserlohner Architekten Karl Haberäcker und Hans Reime, an der Stelle des im Zweiten Weltkrieg zerstörten Kreisverwaltungsgebäudes. Das nahezu quadratische Grundstück steigt stark nach Norden hin an. Der Gebäudekomplex beschreibt einen unregelmäßigen Grundriss, bestehend aus einem drei- bzw. zweigeschossigen verputzten Massivbau mit Walmdach in einer durchgestalteten Grünanlage mit Blumenbeeten, Wasserbecken und Einfassungsmauern aus Grauwacke. In der Gartenanlage steht die Plastik „Phönix“ von Karl Tüllelmann. | 1951                      | 1. Dezember 2003   | 72              |
| Wegekreuz                              | Wegekreuz                              | Hocheid Hochheid 10 Karte                                | Ein gusseisernes Kreuz auf einem Blausteinsockel aus dem 19. Jahrhundert. | 19. Jh.                   | 21. April 1983     | 18              |
| weitere Bilder                         | Haus Honsdorf, Pächterhaus             | Honsdorf Karte                                           | Das Haus Honsdorf ist der Stammsitz eines alten Adelsgeschlechts. Da die Wurm Grenzfluss zwischen den konkurrierenden Herzogtümern Jülich und Limburg/Brabant bzw. den Bistümern Köln und Lüttich war, entstanden hier viele Burganlagen. Honsdorf spielte in der Politik des 16. Jahrhunderts eine wichtige Rolle. Die o.a. Reste sind gemeinsam mit dem bereits unter Denkmalschutz stehenden linksseitigen Turmfragment die letzten Zeugen dieser vergangenen Größe. Das Pächterhaus wurde 1897 erbaut: ein zweigeschossiger Ziegelbau mit Satteldach in fünf Achsen. Die Brücke überspannt den ehemals die gesamte Anlage umgebenen Wassergraben. | 1897                      | 2. September 1994  | 68              |
| weitere Bilder                         | Haus Honsdorf, Turm mit Nebengebäude   | Honsdorf Karte                                           | Denkmalwerte Substanz von „Haus Honsdorf“ sind Reste eines Turmes aus dem 16. Jahrhundert. | 16. Jh.                   | 22. August 1984    | 53              |
| weitere Bilder                         | Backhaus                               | Honsdorf Honsdorf 64 Karte                               | Das Backhaus ist als Ganzes ein Baudenkmal. Es ist ein Fachwerkhaus mit durchgezapften Bindern in den Giebelflächen. Über den Zapfen der Giebelbinder liegt die traufseitige Schwelle, über der sich eine Belüftung des Backhausraumes befindet. Das Dach wurde später über den Backofen hinweggezogen, um über dem warmen Ofen Holz trocknen zu können. Die Anlage ist die seltene zweigeschossige Ausbildung mit einem Kellergewölbe aus einer Ziegelkappe zur Lagerung der Backzutaten unter dem Backraum. Beide Zugänge, sowohl zum Kellerraum als auch zum Backraum, liegen auf der Traufseite, während die Kellertür sich in der Ebene der umgebenden Weise befindet, führt eine Treppe zur Backhaustür hinauf. Die Wände sind teilweise in Ziegel nachträglich ausgefacht worden. Auf der Rückseite, die heute mit Holz verbrettert ist, befindet sich noch die ursprüngliche Lehmausfachung, die möglichst zu erhalten ist. Das Dach ist mit Hohlpfannen als Satteldach ausgebildet. Als Backhaussonderform ist das Objekt für die Geschichte der Menschen und ihrer Arbeits- und Produktionsverhältnisse. Seine Erhaltung liegt aus wissenschaftlichen, hier besonders aus baugeschichtlichen und volkskundlichen Gründen im öffentlichen Interesse. | 19. Jh.                   | 5. Februar 1988    | 65              |
| weitere Bilder                         | Wegekreuz                              | Süggerath Horriger Weg/ Im Hufeisen Karte                | Ein gusseisernes Kreuz aus dem 19. Jahrhundert auf einem Blausteinsockel. Die Anlage ist schmiedeeisern umfriedet. | 19. Jh.                   | 20. Januar 1983    | 5               |
| weitere Bilder                         | Kirche Heilig Kreuz                    | Süggerath Jan-von-Werth-Straße 81 Karte                  | Eine dreischiffige, neugotische Backsteinhallenkirche aus 1875 mit Westturm und polygonalem spätgotischem Chor (um 1500). Zu der Gesamtanlage gehört das Pfarrhaus aus 1875. | 1875                      | 4. März 1983       | 38              |
| weitere Bilder                         | Kirche St. Johann Evangelist           | Prummern Johannesstraße Karte                            | Erbaut um 1500; 19. Jahrhundert. Wiederhergestellt nach Kriegszerstörung: heute dreischiffige gotische Backstein-Hallenkirche mit polygonalem Chor und Westturm, um die Kirche Reste des alten Friedhofs. | zum 1500                  | 25. März 1983      | 9               |
| Villa Teeuwen                          | Villa Teeuwen                          | Gillrath Karl - Arnold - Straße 156 Karte                | Eine Villa aus der Zeit um 1900. Das Gebäude trägt ein Krüppelwalmdach, es hat einen Treppenhausgiebel und ein Holzgesims. | 1900                      | 12. Oktober 1984   | 57              |
| Villa Teeuwen                          | Villa Teeuwen                          | Gillrath Karl-Arnold-Straße 177 Karte                    | Eine Villa aus der Zeit um 1910. Das Gebäude trägt ein Walmdach und hat ein gegliedertes Holzgesims. | 1900                      | 12. Oktober 1984   | 58              |
| weitere Bilder                         | Kirche St. Willibrord                  | Teveren Kirchstraße 46 Karte                             | Die Kirche besteht aus dem spätgotischen Westturm (15. Jahrhundert) und dem Lagerhaus (1868–1869), eine neugotische dreischiffige Backsteinhalle mit polygonalem Chor. | 1500, 1868–1869           | 20. Januar 1983    | 6               |
| Pfarrhaus St. Willibrord               | Pfarrhaus St. Willibrord               | Teveren Kirchstraße 44 Karte                             | Baujahr: 1781; zwei Geschosse in fünf zu drei Achsen, Backstein, Blausteingewände, Mansarddach, an Fassade Jahreszahl in Ankersplinten. | 1781                      | 16. März 1983      | 12              |
| weitere Bilder                         | Ev. Kirche Hünshoven                   | Geilenkirchen Konrad - Adenauer - Straße Karte           | Eine einschiffige, neuromanische, weiß geschlämmte Backsteinkirche mit eingebautem Glockenturm aus 1866. | 1866                      | 2. Mai 1983        | 28              |
| weitere Bilder                         | Ev. Gemeindebüro                       | Geilenkirchen Konrad-Adenauer-Straße 83 Karte            | Ein zweiachsiges, rot geschlämmtes Backsteinhaus in drei Achsen mit Fenster-, Tür- und Sockelgewänden sowie der Außentreppe in Blaustein; das Haus trägt ein Mansarddach mit Krüppelwalm; die Fenster haben Kämpfer und Sprossenteilung. Das Bauwerk stammt aus dem 18. Jahrhundert. | 18. Jh.                   | 3. Mai 1983        | 29              |
| weitere Bilder                         | Eh. Apotheke                           | Geilenkirchen Konrad-Adenauer-Straße 88 Karte            | Ein zweigeschossiger, weiß geschlämmter Backsteinbau aus dem 18. Jahrhundert mit Mansarddach. Die Sockelwände und die doppelläufige Treppe sind aus Blaustein, die Fenster mit Kämpfer- und Sprossenteilung. | 18. Jh.                   | 3. Mai 1983        | 30              |
| weitere Bilder                         | Haus Basten                            | Geilenkirchen Konrad-Adenauer-Straße 118 Karte           | Baujahr: 18. Jahrhundert; vierflügelige Backstein-Hofanlage, Wohnhaus zweigeschossig in acht zu zwei Achsen, links Risalit zwei zu eins Achsen, Backstein, weiß geschlämmt; Sockel, Treppe, Ecken und Gewände in Blaustein, Mansarddach. | 18. Jh.                   | 29. März 1983      | 15              |
| weitere Bilder                         | Kreisheimatmuseum                      | Geilenkirchen Konrad-Adenauer-Straße 186 Karte           | Baujahr: 18. Jahrhundert. Vierflügelige Backstein-Hofanlage, Wohnhaus zweigeschossig in acht zu zwei Achsen, Backstein, weiß geschlämmt, Sockel, Ecken und Gewände in Blaustein, Mansarddach; Nebengebäude im 19. Jahrhundert erbaut und z. T. erneuert. | 18. Jh.                   | 2. März 1983       | 8               |
| weitere Bilder                         | Kirche St. Gertrud                     | Kraudorf Kraudorf 14 Karte                               | Baujahr 1870, Wiederaufbau des Turmes 1950/1951 (von Well). Neugotische Backsteinkirche mit polygonalem Chor, Fenster heute ohne Maßwerk. | 1870                      | 2. März 1983       | 7               |
| Wegekreuz                              | Wegekreuz                              | Gillrath Kreisbahnstraße 44 Karte                        | Ein hölzernes Wegekreuz aus dem 19. Jahrhundert. | 19. Jh.                   | 30. Mai 1983       | 45              |
| weitere Bilder                         | Leiffarther Hof                        | Leiffarth Linderner Straße 1 Karte                       | Eine vierflügelige Backsteinhofanlage mit zweigeschossigem Wohnhaus und Backhaus. | 19. Jh.                   | 11. Mai 1983       | 42              |
| Hofanlage                              | Hofanlage                              | Lindern Linnicher Straße 2 Karte                         | Eine Backsteinhofanlage aus der zweiten Hälfte des 19. Jahrhunderts. Das Wohnhaus ist zweigeschossig, in fünf zu drei Achsen gebaut; die Türgewände, Eingangsstufen und Fensterbänke sind aus Blaustein. | 2. Hälfte des 19. Jh.     | 12. Oktober 1984   | 61              |
| Wegekreuz                              | Wegekreuz                              | Lindern Maarstraße Karte                                 | Ein Wegekreuz aus dem 18. Jahrhundert. | 18. Jh.                   | 10. Januar 1983    | 3               |
| weitere Bilder                         | Burg Geilenkirchen                     | Geilenkirchen Markt 1 Karte                              | Baujahr: 14.–15. Jahrhundert. (Reste der Hauptburg), 1649 (Torturm der Hauptburg) 19. Jahrhundert (Wohnhaus und Pavillon). Polygonale Burganlage im Backstein mit zweiflügelige Vorburg, Vorburg mit Torturm und Sandsteinportal; die ganze Anlage nach 1945 verändert. | 14.–15. Jh.               | 16. März 1983      | 11              |
| weitere Bilder                         | Altbautrakt Rathaus                    | Geilenkirchen Markt 9 Karte                              | 1954 wurde das durch Kriegseinwirkungen zerstörte Rathaus nach Plänen des Aachener Architekten Bernd Metzmacher „wiederaufgebaut“. Der Neubau erfolgte in den typischen Formen der frühen Nachkriegszeit. In die nördlichen Ecken des Marktes wurde ein Winkelbau zw. bestehenden Bauten eingeplant. Der linke Flügel ist ein dreigeschossiger Backsteinbau mit steilem Satteldach. Unter den zehn Achsen hochrechter Fenster der Obergeschosse zieht sich eine Kolonne hinter fünf Rundbögen über Natursteinsäulen mit Kapitellen und Basen zurück. Die Bögen sind mit Läuschichten mit Schlussstein gemauert. Der rechte Flügel besteht aus einem eingezogenen dreigeschossigen Zwischenglied in zwei Achsen. Der Turm besteht ebenfalls aus Backstein und ist in der Breite der Durchfahrt durch ein fünfachsiges Fensterband gegliedert. Vor dem Ratssaal erstreckt sich eine Art „Huldigungsbalkon“. | 1954                      | 2. September 1994  | 67              |
| weitere Bilder                         | Neugotische Kapelle Krankenhaus        | Geilenkirchen Martin-Heyden-Straße Karte                 | Baujahr: Zweite Hälfte des 19. Jahrhunderts; Backstein, weiß geschlämmt. | 2. Hälfte des 19. Jh.     | 17. Januar 1985    | 63              |
| Haus Tichelen                          | Haus Tichelen                          | Geilenkirchen Nikolaus-Becker-Straße Karte               | Eine fünfseitige Hofanlage mit Resten der umgebenden Gräben aus dem 15./16. Jahrhundert (Teile der Außenmauern der Wirtschaftsgebäude 18./19. Jahrhundert). Backstein z. T. geschlämmt, das Wohnhaus zweigeschossig in sechs Achsen, Blaustein-Fensterbänke, an der Außenwand die Jahreszahl 1888 in Ankersplinten, eingemauerter Wappenstein mit Jahreszahl 1636; zur Anlage gehörig ein Pavillon des späten 19. Jahrhunderts. | 15., 16., 17. und 18. Jh. | 22. August 1984    | 52              |
| weitere Bilder                         | Hausfront                              | Geilenkirchen Nikolaus-Becker-Straße 34 Karte            | Eine Hausfront aus 1805 eines zweigeschossigen Backsteinhaus in fünf Achsen zusätzlich Torachse. Die Hausfront ist weiß geschlämmt, enthält Blausteingewände und im Torkeilstein die Jahreszahl. | 1805                      | 12. Oktober 1984   | 56              |
| Kapelle zur Schmerzhaften Mutter Maria | Kapelle zur Schmerzhaften Mutter Maria | Kraudorf - Nirm Nirmer Dorfstraße Karte                  | Eine Backsteinkapelle aus der Zeit um Ende des 19. Jahrhunderts. Die Kapelle ist weiß geschlämmt und trägt einen geschwungenen Giebel. | 19. Jh.                   | 12. Oktober 1984   | 62              |
| Pavillon bei Loher Hof                 | Pavillon bei Loher Hof                 | Geilenkirchen Pater - Briers - Weg Karte                 | Baujahr: 18. Jahrhundert; achteckiger Bau in Backstein. | 18. Jh.                   | 16. März 1983      | 10              |
| weitere Bilder                         | Haus Immendorf                         | Immendorf Ringstraße 21 Karte                            | Baujahr: 1789; vierflügelige Backstein - Hofanlage, Wohnhaus zweigeschossig in zwei zu vier Achsen, verputzt, Mansarddach; am Wohnhaus Jahreszahl in Ankersplinten. | 1789                      | 15. März 1983      | 14              |
| weitere Bilder                         | Wegekreuz                              | Süggerath Rosenbenden/ Im Hufeisen Karte                 | Ein gusseisernes Kreuz aus dem Jahre 1853. Das Kreuz steht auf einem Zementsockel aus dem Jahre 1926. Die Anlage ist schmiedeeisern umfriedet. Inschrift: „GELOBT SEI JESUS CHRISTUS!“ „GESTIFTET V. D. NACHBAREN 1926“ | 1853                      | 20. Januar 1983    | 4               |
| weitere Bilder                         | Schloss Breill                         | Geilenkirchen Schloss Breill an der B 221 Karte          | Die Schlossanlage stammt aus dem 16.–18. Jahrhundert. Sie wurde im Zweiten Weltkrieg (1944/45) zerstört. Nach 1945 erfolgte ein teilweise Wiederaufbau. Eine ehemals wasserumwehrte Anlage mit Herrenhaus und Wirtschaftshof. Der 1754 von J.J. Couven errichtete Flügel des Herrenhauses wurde 1950/51 wieder aufgebaut. Dieses Bauwerk ist dreigeschossig in drei zu drei Achsen gebaut. Es ist ein Backsteinbau mit Blausteingewänden und Mansardendach. Nordwestlich befindet sich ein Anbau ebenfalls mit alten Blausteingewänden. Der Wirtschaftshof ist vierflügelig, aus Backstein gebaut, 1979 weiß geschlämmt. Die Toreinfahrt trägt den Schlussstein mit dem Wappen Goltstein-Schaesberg und der Jahreszahl 1728. Ein weiterer Bestandteil des Baudenkmals ist die Gartenmauer der alten Gartenanlage. | 1728                      | 10. Januar 1983    | 2               |
| weitere Bilder                         | Tiefbrunnen                            | Geilenkirchen Sittarder Straße 15 Karte                  | 36 m tiefer, birnenförmiger Brunnen aus dem Jahre 1924 mit einem Durchmesser von 3,50 m und einer Wandstärke von 40 cm. Die Pumpenkammer 1,50 m über damaligem Wasserspiegel in 26,5 m Tiefe mit einem Durchmesser von 4,40 m. Hinunter führt eine Wendeltreppe mit 135 Stufen, 6 Zwischenpodesten und einem schmiedeeisernen Geländer. Der Zugang zum Brunnen befindet sich in einem eingeschossigen, rechteckigen Gebäude mit Stufengiebel und einem rechtwinkeligen Anbau. Ein Satteldach über einem für die Zeit des Expressionismus typischen dreieckigen Traufgesims trägt eine Lüfterhaube. Die Traufseite enthält die Zugangstür und drei dreifach gekuppelte Fenster. Das Traufgesims findet sich auch bei dem benachbarten Werkstattgebäude. Die Giebelflächen überdeckt ein Betonband, das in einem „laufenden Hund“ ausläuft. | 1924                      | 9. Februar 1999    | 70              |
| Hofanlage                              | Hofanlage                              | Bauchem Sittarder Straße 33/35 Karte                     | Eine vierflügelige Backsteinhofanlage, zur Sittarder Straße hin weiß geschlämmt. Zum Denkmal gehört ein zweigeschossiges Wohnhaus in neun zu drei Achsen mit Blausteingewänden, Mansarddach und Toreinfahrt. Im Türkeilstein befindet sich die Jahreszahl 1790. | 1790                      | 2. Mai 1983        | 24              |
| weitere Bilder                         | Wasserturm                             | Bauchem Sittarder Straße Karte                           | 46 m hoher Turm aus dem Jahre 1949 in den Formen des Backsteinexpressionismus. Drei ausladende Betongesimse in Deckenebene gliedern den Turm, eins über der Eingangshalle im Erdgeschoss, eins über den sechs Geschossen des mit Räumen unterteilten Zwischenbaus und eins in der Dachebene. Das Sockelgeschoss ist nur durch dreimal gestufte Eckpilaster betont. Den Zwischenbau unterteilen vier gestufte Pfeilervorlagen, die in der Mitte die Fensterachse bzw. jeweils abwechseln die zwei Fensterachsen rahmen. Das Behältergeschoss hat eine eigene Unterteilung. Über der Fläche zwischen den Eckpilastern liegt ein siebenbahniges Raster. Vier Mauervorlagen sind mit Stufen, zwei ohne Stufen gemauert. Die gestuften Vorlagen rahmen die drei dreifachen gekuppelten Fenster unter dem Traufgesims. Die zweiflügelige Tür wurde in Fischgrätform verbrettert. | 1949                      | 9. Februar 1999    | 69              |
| Preuss. Viertelmeilenstein             | Preuss. Viertelmeilenstein             | Blauenstein Stadtgrenze Geilenkirchen / Heinsberg Karte  | Der etwa 80 cm hohe preußische Viertelmeilenstein ist ein glockenförmiger Blaustein und wurde an der zwischen 1833 und 1838 neugebauten Straße von Geilenkirchen nach Heinsberg aufgestellt. Nach Einführung des Dezimalsystems in Preußen (1872) wurde der Stein auf einen neuen Platz gerückt, der die 30 km von Aachen entfernte Position markierte (der ursprüngliche, der Viertelmeilenzählung entsprechende Standort ist nicht genau bekannt). 1992 wurde der Viertelmeilenstein im Zuge von Straßenbaumaßnahmen abgebaut. Seitdem befindet sich der Blaustein in dem Straßenmeistereigehöft in Heinsberg | 1833                      | 5. September 1999  | 71              |
| weitere Bilder                         | St. Johann Baptist in Lindern          | Lindern Stiftsgasse Karte                                | Eine spätgotische Saalkirche in Backstein (15. Jahrhundert, Wiederaufbau 1953) mit polygonalem Chor und modernem Anbau. | 15. Jh., 1953             | 2. Mai 1983        | 36              |
| Missionskreuz an der Kirche            | Missionskreuz an der Kirche            | Lindern Stiftsgasse Karte                                | Ein bemaltes Sandsteinkreuz aus 1867 | 1867                      | 4. Mai 1983        | 37              |
| weitere Bilder                         | Hofanlage                              | Immendorf Von-Mirbach-Str. 26/28 Karte                   | Eine Backsteinhofanlage aus 1793 mit giebelständigem Wohnhaus. Das Wohnhaus ist zweigeschossig, in drei zu sechs Achsen gebaut und verputzt. Es trägt ein Mansarddach und in Ankersplinten die Jahreszahl. Die Anlage existiert nicht ausschließlich im ursprünglichen Zustand, sie wurde im 20. Jahrhundert verändert. | 1793                      | 12. Oktober 1984   | 60              |
| weitere Bilder                         | Hofanlage                              | Waurichen Walderych 56 Karte                             | Eine vierflügelige, weiß geschlämmte Backsteinhofanlage aus 1719. Das Wohnhaus ist giebelständig in zwei zu vier Achsen, zweigeschossig mit zusätzlichem Speichergeschoß und mit einem Treppengiebel gebaut. An der Fassade befindet sich in Ankersplinten die Jahreszahl. | 1719                      | 11. Mai 1983       | 43              |
| Hauskreuz                              | Hauskreuz                              | Grotenrath Waldstraße 1 Karte                            | Ein Holzkreuz aus dem 18. Jahrhundert. | 18. Jh.                   | 26. April 1983     | 22              |
| Ev. Kapelle                            | Ev. Kapelle                            | Teveren Welschendriesch Karte                            | Ein Backsteinsaal aus 1686–87 mit rechteckigem Chor und Dachreiter. | 1686–1687                 | 9. Juni 1983       | 50              |
| weitere Bilder                         | Hofanlage                              | Immendorf Zehnthofstraße 9 Karte                         | Eine dreiflügelige Backsteinhofanlage aus 1779 mit giebelständigem zweigeschossigem Wohnhaus in drei Achsen. Im Erdgeschoss befinden sich Holzblockrahmen, die Fenstereinfassungen des Obergeschosses sind erneuert. Die Fassade enthält in Ankersplinten die Jahreszahl. | 1779                      | 12. Oktober 1984   | 59              |
| weitere Bilder                         | Gut Kleinsiersdorf                     | Nirm, (Gemarkung 4559 Geilenkirchen) Zum Wassergut Karte | Eine von einem Doppelgrabensystem umwehrte dreiflügelige Vorburganlage und dem davon ehemals durch Wassergraben abgetrennten Herrenhaus. Das im 18. Jahrhundert neu errichtete zweigeschossige Herrenhaus in drei zu vier Achsen mit abgewalmten Mansarddach ist nach Kriegszerstörung nur noch erdgeschossig in Resten mit barocken Blausteinfenstergewänden erhalten geblieben. Der zweigeschossige Wirtschaftshof aus dem 16.–17. Jahrhundert mit rundbogiger Blausteintoreinfahrt und rechteckiger Zugbrückenblende sowie einem ursprünglichen Hohlblockzargenfenster wurde im Zweiten Weltkrieg stark in Mitleidenschaft gezogen. Im Wiederaufbau wurden die Öffnungen im Mauerwerk zum Innenhof verändert. Von der Grabenanlage ist der innere rechtwinkelige Grabenring erhalten geblieben und noch mit Wasser gefüllt. Die nach 1945 errichteten An- und Aufbauten sind nicht Bestandteil des Denkmals. | 16., 17., 18. Jh.         | 21. Februar 1984   | 51              |
| Fußfallstationen                       | Fußfallstationen                       | Nirm Zwischen Nirm und Randerath Karte                   | Ein backsteinernes Denkmal aus dem 19. Jahrhundert mit Terrakottenrelief. | 19. Jh.                   | 30. Mai 1983       | 44              |
| weitere Bilder                         | Schule                                 | Hünshoven Konrad-Adenauer-Straße 1 Karte                 | Das Schulgebäude Konrad-Adenauer-Straße 1 in Geilenkirchen - Hünshoven ist ein Baudenkmal gemäß § 2 Denkmalschutzgesetz NW. Es ist bedeutend für Geilenkirchen und den Kreis Heinsberg. Seine Erhaltung und Nutzung liegt aus wissenschaftlichen, hier architektur- und ortsgeschichtlichen sowie aus künstlerischen Gründen im öffentlichen Interesse. Darstellung der wesentlichen charakteristischen Merkmale Schulgebäude, errichtet 1929/30, dreigeschossig über rechteckiger Grundfläche, 9 bzw. 8 Achsen breit gelagert, mit Walmdach; Baukörper verklinkert und mit typischen Formen der zeitgenössischen Backsteinmoderne gestaltet; zweihüftiger Mittelflurgrundriss. Das Gebäude wurde am 22. September 1930 als sechsklassige Städtische Höhere Knabenschule für Geilenkirchen - Hünshoven eingeweiht. Es befindet sich freistehend, etwas abgesetzt von der vorbeiführenden Straße am Rand des alten Ortskerns von Hünshoven, etwa gegenüber dem Hünshover Hof; in seiner Nähe (Hünshovener Gracht, Jülischer Straße) stehen mehrere Wohnhäuser etwa der gleichen Zeitstellung 1920er/30er Jahre. | 1929/30                   | 25. Juni 2015      | 74              |

## Ausgetragene Baudenkmäler
| Bild           | Bezeichnung      | Lage                     | Beschreibung | Bauzeit | Eingetragen seit | Denkmal- nummer |
| -------------- | ---------------- | ------------------------ | --- | ------- | ---------------- | --------------- |
| weitere Bilder | Kirche St. Josef | Bauchem Im Gang 46 Karte | Der Denkmalumfang umfasst das Kirchengebäude in Substanz und Erscheinungsbild sowie seine aus der Bauzeit erhaltene baufeste und mobile Ausstattung. Erbaut 1974 nach Plänen des Architekten Matthias Kleuters aus Aachen. Das Kirchengebäude ist gegliedert in Festtagskirche, Werktagskirche und Altarraum sowie einen Glockenturm und Sakristeianbau auf unregelmäßigem Grundriss. Die beiden Gottesdiensträume und den beide verbindenden Altarraum sind im Grundriss am ehesten als trapezförmig zu bezeichnen. Besonders charakteristisch sind die gerundeten Schalenmauern sowie die schalungsgrauen Betonoberflächen mit gitterartigen Rasterstrukturen und die Innenausstattung mit Hochlochziegeln. Im April 2018 wurde das Gotteshaus niedergelegt. | 1974    | 25. Juni 2015    | 73              |